# Daniele Adani
Daniele Adani (ur. 10 lipca 1974 w Correggio) – włoski piłkarz występujący na pozycji obrońcy. Obecnie nie gra w żadnym klubie. Rozpoczynał karierę w Modenie, następnie grał kolejno w S.S. Lazio, Brescii, Fiorentinie, Interze, ponownie Brescii, Ascoli oraz Empoli FC. Ma za sobą pięć występów dla reprezentacji Włoch.